# Angie Elisabeth Brooks
Pour les articles homonymes, voir Brooks.
Angie Elizabeth Brooks (née le 24 août 1928 à Virginia au Libéria et morte le 9 septembre 2007 à Houston au Texas) est une diplomate libérienne. Elle est la première femme africaine présidente de l'Assemblée générale des Nations unies ainsi que la seconde femme à le devenir.
En 1954, elle devient représentante permanente aux Nations unies où elle s'intéresse à la transformation des pays colonisés en pays indépendants. Son mandat se termine en 1977, lorsqu'elle est nommée à la Cour suprême du Liberia. Nommée par le président William Richard Tolbert, elle est la première femme à servir à la Cour suprême de son pays.

## Biographie
Fille d'un ministre baptiste, elle finance ses études en travaillant dans une laverie, en tant qu'assistante de bibliothèque et aide soignante. En 1949, elle obtient son diplôme en sciences sociales de l'université Shaw située à Raleigh. Trois ans plus tard, elle obtient un Bachelor of Laws en études politiques de l'université du Wisconsin à Madison. Elle est ensuite docteure en droit de l'université Shaw et de l'université Howard en 1962 et 1967.
Après son décès aux États-Unis, elle a droit à des funérailles d'État, puis elle est inhumée dans sa ville natale de Virginia.

### Sources
- (en) "Miss Angie Brooks (Liberia)" Biographie sur le site de l'ONU.
- (en) « Angie Brooks, UN’s Madame President », Ebony, vol. XXV, no 3,‎ janvier 1970, p. 27-35 (lire en ligne)